# Хасни, Мохтар
Мохтар Хасни (араб. مختار حسني‎; 19 марта 1952, Сильяна — 21 января 2024) — тунисский футболист, играл на позиции нападающего. Участник чемпионата мира 1978 года.

## Биография

### Игровая карьера
Хасни в течение пяти сезонов играл на родине за «Эль-Макарем де Махдия», за который сыграл 135 матчей и забил 22 гола. 
В 1976 году уехал в Бельгию, где играл за несколько клубов, среди которых были «Ла-Лувьер», «Расинг» и «Олимпик Шарлеруа». Помимо Бельгии, в течение одного сезона играл во Франции за «Кале».
В составе сборной Туниса был в заявке на чемпионате мира 1978 года, но на самом турнире на поле не выходил. Всего за сборную Туниса сыграл 9 матчей, в которых не отметился забитыми мячами.

### Смерть
Скончался 21 января 2024 года в возрасте 71 года.